# Aldo Florio
Aldo Florio (* 3. Januar 1925 in Sora; † 18. Dezember 2016 in Rom) war ein italienischer Drehbuchautor und Filmregisseur.

## Leben
Florio betrat die Kinolandschaft als Drehbuchassistent im Jahr 1949 und arbeitete danach als Regieassistent. 1952 produzierte er den mittelmäßigen La trappola di fuoco. 1957 war er einmalig als Editor tätig und wirkte als solcher an Io, Caterina mit. Bis zu seinem Regiedebüt 1966 assistierte er noch einige Male, um dann nach eigenen Drehbüchern handwerklich saubere Gebrauchsware zu verantworten. Sein anspruchsvollstes Werk, Una vita venduta, war im deutschen Sprachraum nicht zu sehen. In ihm erzählte er die psychologisch durchwirkte Geschichte eines italienischen Freiwilligen im Spanischen Bürgerkrieg.

## Filmografie als Regisseur
- 1966: Die unerbittlichen Fünf (I cinque della vendetta)
- 1967: Hochkarätiger Einsatz (L'uomo del colpo perfetto)
- 1968: Tutto sul rosso
- 1971: Knie nieder und friß Staub (Anda muchacho, spara!)
- 1976: Un vita venduta
- 1983: 2020 – Texas Gladiators (Anno 2020 – I gladiatori del futuro) (Drehbuch)
- 1998: Crimine contro crimine